# Perioada Lalelei în Imperiul Otoman
Perioada Lalelei (21 iulie 1718 - 28 septembrie 1730) (în limbile turca otomană: لاله دورى, turca modernă Lâle Devri) este o perioadă din istoria Imperiului Otoman cuprinsă între momentul semnării Tratatului de la Passarowitz și revolta condusă de Patrona Halil. Această perioadă a fost una lipsită de mari conflicte, în timpul căreia Imperiul Otoman a început să se orienteze treptat spre valorile europene.
Numele acestei perioade a fost dată de moda folosirii lalelelor în societatea otomană. Cultivarea acestui simbol cultural a devenit o practică foarte apreciată în acea perioadă. Perioada Lalelei a fost ilustrarea conflictelor generate de noua cultură a consumului și principalul simbol al acesteia  din urmă. În această perioadă, înalta societate otomană a dezvoltat un apetit uriaș pentru lalele, care erau folosite practic în toate ocaziile. Laleaua ajunsese să fie un simbol al aristocrației și privilegiaților.

## Apariția și dezvoltarea

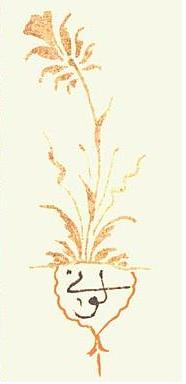
Desen al lui Abdulcelil Levni (1720), reprezentând o lalea

Imperiul Otoman  a adoptat noi politici și orientări în timpul conducerii marelui vizir Nevșehirli Damat İbrahim Pașa. În această perioadă a apărut și s-a dezvoltat presa scrisă, iar comerțul și industria au luat un nou avânt.
Marele vizir a fost preocupat de crearea unui climat propice comerțului, care urma în schimb să asigure venituri mai mari la buget. În această perioadă, curtea otomană s-a reorientat spre moda grădinilor și a unui stil de viață mai transparent. Marele vizir era un iubitor al lalelelor, punând bazele unei mode a cultivării lalelelor în grădinile publice și private, modă reflectată și în artă.
Moda vestimentară a încorporat la rândul ei pasiunea pentru lalele. Lalelele au devenit omniprezente în piețele de flori, dar și pe produsele textile. Bulbii de lalele au devenit o marfă căutată, cumpărată la un preț din ce în ce mai mare de către bogații epocii.
Simbolul lalelei apărea în palatele otomane și pe obiectele de îmbrăcăminte. Laleaua a devenit un simbol al bogăției și nobleței, dar și al fragilității unei stăpâniri despotice.

## Cultura

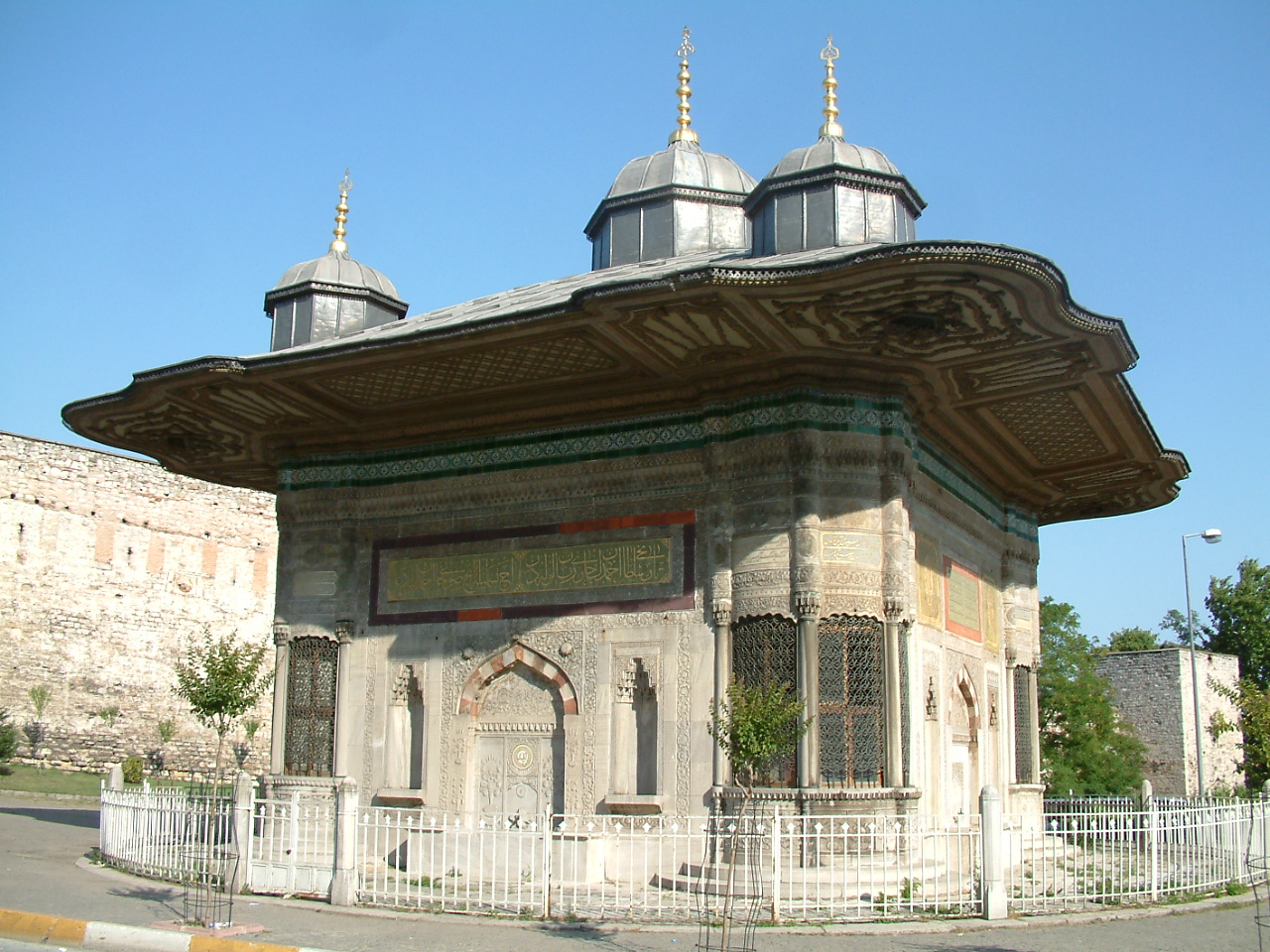
Fântâna Ahmed al III-lea, exemplu clasic al arhitecturii Perioadei Lalelei

Perioada Lalelei a fost propice dezvoltării artei, culturii și arhitecturii. Stilul arhitectural și al decorațiilor a devenit mult mai elaborat în această perioadă, fiind influențat de stilul baroc. Unul dintre exemplele clasice este fântâna Ahmed al III-lea din Palatul Topkapî  din Istanbul.
Laleaua a fost un motiv principal și în poezie sau pictură. Chiar și în zilele noastre, laleaua este considerată în Turcia un simbol al perfecțiunii și frumuseții. Turkish Airlines folosește ca simbol laleaua,care este pictată pe fuselajul avioanelor.

## Personalități ale acestei perioade
- Nevșehirli Damat İbrahim Pașa (1718–1730), mare vizir al imperiului.
- Marele amiral Mustafa Pașa,  ginerele marelui vizir, care a rămas cunoscut pentru crearea a 44 de noi soiuri de lalele.[5]
- Ibrahim Muteferrika, un ungur convertit, care avea să fondeze prima tiparniță, evenimentul fiind considerat un punct de referință al perioadei.
- Nedim, poet novator al stilului clasic otoman.
- Abdulcelil Levni, pictor miniaturist al curții. Albumele pictate de el au devenit cunoscute ca „albume ale lalelei”, acestea oglindind structura statului otoman, ierarhizând diferiții membri ai regimului în funcție de realizările în domeniul horticulturii.[5]

## Rebeliunea anti-lalele

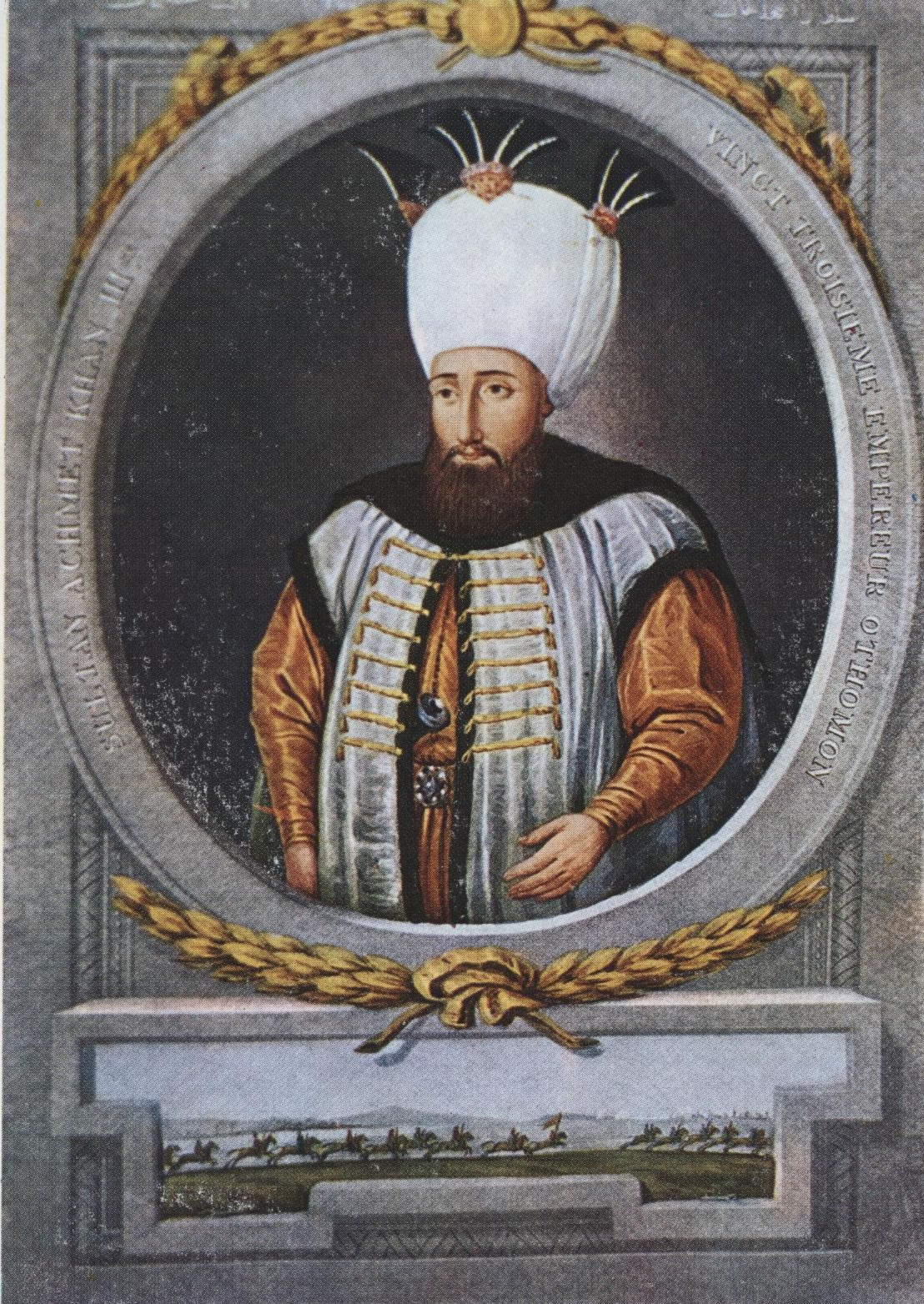
Ahmed al III-lea

Prețul lalelelor a crescut în ultimul deceniu al secolului al XVII-lea pentru ca să ajungă la apogeu în perioada 1726–1727, mai înainte ca statul să intervină în reglementarea problemei.
Mania lalelelor a demonstrat puterea statului de regulamentare a economiei prin creșterea prețului unor mărfuri. Unii dintre curtenii epocii au semnat o petiției prin care denunțau practicile comerciale abuzive ale unor florari, despre care afirmau că obțin câștiguri nemeritate prin creșterea artificială a prețului bulbilor de lalele. Ca urmare, a fost inițiată o acțiune legală condusă de judecătorul capitalei prin care prețul lalelelor a fost reglementat.
În 1730, Imperiul Otoman a fost atacat de Imperiul Persan. Otomanii s-au dovedit a fi complet nepregătiți. Înfuriate de înfrângerile militare, pe care le puneau pe seama venalității marelui vizir și pe lipsa de interes a sultanului pentru treburile statului, populația și trupele din capital imperiului s-au revoltat. Rebeliunea a fost condusă de Patrona Halil, un fost ienicer originar din Albania. Pentru a-și salva tronul, sultanul Ahmed al III-lea l-a sacrificat pe marele vizir, Nevșehirli Damad Ibrahim Pașa, și pe alți câțiva viziri, care au fost executați. Această mișcare a sultanului nu i-a salvat însă domnia. Pe tron s-a urcat nepotul sultanului, Mahmud I. Victoria rebeliunii lui Patrona Halil și detronarea sultanului Ahmed al III-lea a marcat sfârșitul Perioadei Lalelei.